# Lorenzo Palomo

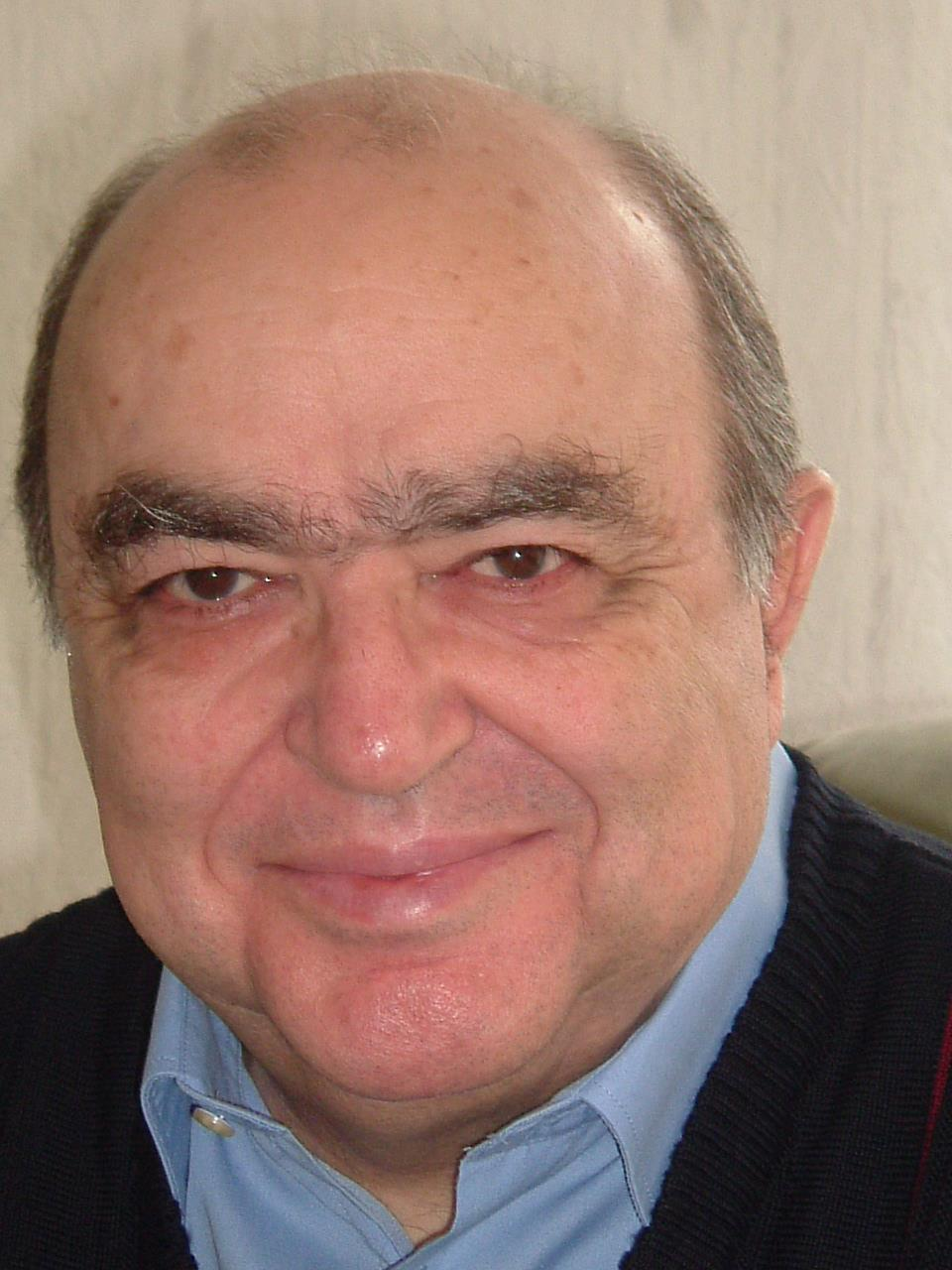
Lorenzo Palomo (2017)

Lorenzo Martínez Palomo (geboren 10. März 1938 in Ciudad Real; gestorben 13. April 2024 in Madrid) war ein spanischer Komponist.

## Leben
Lorenzo Palomo wuchs in Pozoblanco und in Córdoba auf, wo er seine musikalische Ausbildung am Konservatorium erhielt. Ab 1958 studierte er am Conservatorio Superior de Música von Barcelona Komposition bei Joaquín Zamacois und Klavier bei Sofía Puche de Mendlewicz. Seine Studien im Dirigieren setzte er bei Boris Goldovsky in New York City fort.
Palomo wurde 1973 zum Chefdirigenten des Orquesta de Valencia ernannt. Er war außerdem Gastdirigent des Manila Symphony Orchestra (Philippinen). Im Jahr 1981 wurde er im Gefolge des neuen Generalmusikdirektors Jesús López-Cobos zum Dirigenten und Korrepetitor an der Deutschen Oper Berlin und lebte in Berlin. Im Jahr 2004 ging er in den Ruhestand. Seit 2019 war er in Madrid wohnhaft.
Er komponierte ein Ballett, Orchesterwerke, Kammer- und Vokalmusik, u. a. Lieder und Liederzyklen, sowie etliche Werke für Gitarre. Einspielungen seiner Kompositionen erschienen bei Naxos.
Seine Majestät König Juan Carlos I. verlieh Lorenzo Palomo die “Encomienda de Número de la Orden de Isabel la Católica” für seine Verdienste, mit seiner Musik den Namen Spaniens in der ganzen Welt verbreitet zu haben.

## Kompositionen
- LA LEYENDA DEL MONTE BANGKAY, Ballett
- DEL ATARDECER AL ALBA, Liederzyklus für Singstimme und Klavier / Singstimme und Orchester
- HELIANTHUS, für Gitarre
- UNA PRIMAVERA ANDALUZA, Liederzyklus für Singstimme und Klavier / Singstimme und Orchester
- TIENTOS, Lied für Singstimme und Klavier / Singstimme und Orchester
- PLENILUNIO, Lied für Singstimme und Klavier / Singstimme und Orchester
- NOCTURNOS DE ANDALUCÍA, Suite concertante für Gitarre und Orchester / Klavier und Orchester
- NOCTURNO Y DANZA, für Orchester
- BURGOSIANA, für Orchester
- ANDALUSIAN DIVERTIMENTO, Klaviertrio
- CONCIERTO DE CIENFUEGOS, für vier Gitarren und Orchester
- CANTOS DEL ALMA, Suite-Fantasía für Sopran, Klarinette und Orchester
- DULCINEA, Cantata-Fantasía für Sopran, Alt, Tenor, Bass, Chor und Orchester
- MADRIGAL Y CINCO CANCIONES SEFARDÍES, Liederzyklus für Singstimme und Gitarre / Singstimme und Klavier / Singstimme und Harfe
- DANZA-SCHERZO, für Oboe und Klavier
- SINFONÍA A GRANADA, für Sopran, Gitarre und Orchester
- FANFARRIA PARA UNA NOCHE DE ESTÍO, für Posaunenquartett
- TOCCATA, für Gitarre
- REBEKA’S RAINBOW, Lied für Singstimme und Klavier
- EL AMOR DE LOS DOS OSITOS, Symphonisches Märchen für Sopran, Mezzosopran und Orchester
- MI JARDÍN SOLITARIO, Liederzyklus für Singstimme und Gitarre / Singstimme und Orchester
- PINCELADAS DE PRIMAVERA, Suite für zwei Gitarren
- PERLAS Y LÁGRIMAS, für Gitarre
- FULGORES, für Violine, Gitarre und Orchester
- THE SNEETCHES (DR. SEUSS’ THE SNEETCHES), Symphonisches Märchen für Erzähler und Orchester / Erzähler und zwei Klaviere
- CARIBIANA, für Orchester
- SINFONÍA CÓRDOBA, für Orchester, mit einem kurzen Zwischenspiel für Singstimme und Gitarre
- HUMORESCA, für Kontrabass und Orchester
- ARABESCOS, für Violine und Orchester
- FANTASÍA SOBRE TEMAS DEL FOLKLORE ALEMÁN, für Violine und Gitarre
- ESCENAS DE UNA PRIMAVERA ALEMANA, für Singstimme und Gitarre
- ALDONZA Y ALONSO, für Sopran, Tenor, Chor und Orchester / Klavier
- EL JARDÍN DE BACO, für Gitarre und Orchester
- RUMBALINA, für Klarinette und Orchester / Klarinette und Klavier
- SENDERO MÁGICO, Liederzyklus für Singstimme und Klavier
- CANCIONES DEL GRUNEWALD, Liederzyklus für Singstimme und Klavier
- EL MANANTIAL, für Gitarre
- CANTO A CÓRDOBA, für Bariton, Klarinette und Orchester